# Guerra Civil catalana a les Illes Balears
La Guerra Civil catalana (1462-1472) tengué una important repercussió a Mallorca i sobretot a Menorca, sense que hagin arribat referències respecte de les Pitiüses. A les Balears s'hi reproduïren les tensions entre els partidaris del rei Joan el Sense Fe i els partidaris de la Generalitat, que finalment es decantaren pel rei, tret de Maó que restà fidel a “la bandera de Cathalunya”, en paraules de Joan II, fins al final del conflicte.

## Antecedents
Des de finals del segle xiv a Mallorca s'havien anat succeint un conjunt de conflictes i tensions socials que s'havien manifestat en diverses revoltes foranes degudes a l'injust repartiment territorial del deute públic. L'any 1391 un aixecament pagès, frustrat per no poder atacar a la noblesa refugiada al Castell de Bellver, redirigí la seva acció contra el call jueu i el devastà, com també succeí a Menorca, influït sens dubte pels assalts que poc abans s'havien estès per Castella i la Corona d'Aragó i, entre el 1450 i 1452, la Revolta Forana uní la major part dels propietaris rurals pagesos i dels menestrals urbans en un moviment armat que només va poder ser sufocat per l'acció mercenària dels saccomani napolitans. Las causes d'aquests conflictes encara s'estendrien al segle xvi i esclatarien en la Germania.
Per una altra part, a Mallorca hi havia importants bandositats nobiliàries que s'enfrontaven entre si pel poder i el control institucional de l'illa en el que solien alternar-se mitjançant un substanciós suborn al rei, que després procuraven rescabalar amb la seva acció de govern, aquesta era una de les causes del descontentament de les classes populars, si bé podien ser atretes cap a un o altre bàndol en funció del seu “programa de govern”.
Com a Catalunya, la simpatia per Carles de Viana a Mallorca era palesa. Carles s'estigué a Mallorca entre 1459 i 1460 i rebé un donatiu voluntari de la Universitat de 2400 lliures, cosa que indignà a Joan II que estava rebent llargues per un subsidi sol·licitat. També crea consternació l'empresonament del Príncep a Lleida poc després de la sortida de Mallorca.
Més difícil és conèixer els antecedents del cas menorquí, però es pot suposar que hi havia situacions anàlogues, com ho eren a Catalunya, si bé allà el problema camperol actuava sobre el vassallatge dels remences i, per tant, era partidari de Joan, mentre que a les Balears la motivació era mantenir l'estatus de propietaris lliures i políticament influents. Tot plegat dona a entendre que hi havia una clara contradicció entre el moviment català, de caràcter oligàrquic i que estava participat pels tenidors de la major part del deute públic mallorquí, i els seus suports insulars, conformat per grups socioeconòmicament febles, acabats de derrotar a la revolta forana i que estaven desitjosos de liquidar el deute que els ofegava, segurament per això el seu suport popular fou limitat i clarament insuficient per assolir la capacitat mediatitzadora de Catalunya.

## Primers moviments (1462-1463)
Una vegada produïda la destitució de Joan II per part de la Generalitat, el rei envià diverses missives a les institucions de les illes sol·licitant el seu suport incondicional, blasmant l'actuació de la Generalitat i els seus capitosts i procedint a la confiscació dels béns i drets que els revoltats tenien a les Balears, la majoria censals de deute públic regulats pel contracte Sant.
Entre juny de 1462 i gener de 1463, hi hagué moviments de suport a la Generalitat protagonitzats per pagesos que s'aplegaven a l'estil de com ho havien fet durant la revolta forana i que reberen el suport de la noble família Albertí d'Inca, del bàndol del Call i que eren familiars de qui havia estat l'anterior procurador Reial. El lloctinent general efectua una dura repressió que costa la vida a més d'un centenar de condemnats d'Inca, Binissalem, Pollença i Manacor.
Per la seva part, Enric de Castella, mitjançant el Lloctinent de Catalunya, Joan de Beaumont, envià com propòsit seu al religiós i escriptor Pero Martines, que fou detingut i executat a Mallorca, amb un casc de ferro rogent posat al cap, tot el 1463.
El maig de 1463 Ciutadella s'alça en favor dels catalans, des de Mallorca s'envià una expedició militar, sol·licitada pels jurats de Ciutadella i el Governador de l'illa, que obligà als revoltats a refugiar-se a Maó, on romandrien fins al final de la guerra.
La dura repressió inicial frustrà l'aparició de nous intents de suport de la Generalitat, tret de Maó, assetjada durant el conflicte. Mallorca esdevingué un centre logístic per a Joan II, amb el protagonisme destacat, des del principi, de Francesc Burgues i Galiana, procurador reial.

## El setge de Maó (1463-1472)
Una vegada refugiats a Maó els rebels comptaren amb el suport de quatre galeres catalanes comandades per Francesc de Pinós, retirat l'estol, set vaixells mallorquins capitanejats per Francesc Burguès i Galiana es presentaren a Maó tot intimant la rendició i bloquejaren el seu port entre 1464 i l'hivern de 1465. Finalitzat el setge d'Amposta, el juny de 1466, sis naus capitanejades per Gregori Burgues i Uniç, fill de Francesc, reactivaren el setge de Maó, sense èxit, tot i que es realitzà un intercanvi de presoners.
El febrer de 1471, per ordre del Rei, Francesc Burgues es dirigí als assetjats de Maó confirmant els privilegis i costums de la vila i proposant la restitució dels béns confiscats a canvi de la rendició, però l'oferiment fou refusat, amb la qual cosa s'inicià el darrer setge de Maó, per mar i terra. La vila resistí fins a les Capitulacions de Pedralbes, que també consideraren el seu cas, tot i que malgrat el seu caràcter de retroacció a l'estat de coses anterior, a Maó la repressió fou molt dura i inclogué penes de mort.

### La resta de l'illa al llarg del conflicte
La documentació sobre el conflicte sempre esmenta Maó i Ciutadella, els dos nuclis emmurallats, però aleshores Menorca també comptava amb els municipis d'Alaior i Mercadal a més de tot l'espai rural, algunes cites ens permeten intuir que es tractava d'un espai incert sobre el qual s'imposa preferentment Maó, que requeria subministraments agraris per sostenir un setge de nou anys, mentre que Ciutadella comptava amb l'ajut mallorquí.
Així sembla indicar-ho una carta de Joan II al seu Lloctinent General on s'indica que els de Maó arriben a les portes de Ciutadella de manera habitual, segons afirmen els Jurats en nom dels seus veïns que “han sostengut e sostenen contínuament, diverses dans e dampnatges per la manifesta e iniqua rebellio dels cathalans e dels de aqueixa illa los quals han adherit a la dita rebellio e seguida la bandera de Cathalunya, així en combatre la dita vila de Ciutadella com en custodia de la vila de Mahó per los cathalans, així en la reparació de la muralla per ells enderrocada e maltractada, com encara en moltes messions...”
També el maig de 1465 Pere de Portugal autoritzà l'emissió a Maó de doblers com els de Mallorca per circular per tota l'illa, la qual cosa indica la necessitat de poder formalitzar transaccions habituals en l'espai rural.
Per contra la procuració reial va poder confiscar a Menorca esclaus, bestiar i altres propietats dels rebels de Maó que eren venudes a encant públic, cosa que fa pensar en ràtzies rurals per part dels partidaris de Joan.

## L'armada catalana a Mallorca
Per la seva part la flota catalana realitzà diverses incursions a Mallorca: el juliol de 1463 assetjaren el Port de Sóller i s'estigueren a la Badia d'Alcúdia on capturaren un llaüt, s'hi tornaren a presentar diverses vegades al llarg de l'any i això es tornà a repetir el 1465. El maig de 1466 provocaren alarma 6 galeres catalanes a la costa de llevant de Mallorca que es dirigien a Maó.

## El suport mallorquí al front realista de Catalunya
Des del principi trobam al procurador reial, Francesc Burgues, donant crèdit a títol personal al monarca parcialment desposseït, que superaren les 4000 lliures, així adquirí vitualles amb destí a Tarragona o disposa d'una nau permanentment al servei de les operacions navals de l'armada joanina i dirigint personalment les accions navals de l'estol que tenia com base Mallorca, tant a Menorca com al continent.
Altres donants foren la Ciutat de Mallorca, la Part Forana, el braç militar, els estaments urbans, el bisbe, el capítol de Canonges o el clergat, que en conjunt feren donació de més de 4000 lliures més.
La universitat mallorquina participà també en el finançament de les operacions de defensa de Ciutadella, però sobretot ho feu la procuració reial esmerçant els recursos confiscats als catalans i menorquins, que entre 1463 i 1473 munta a més de 85.000 lliures procedents del deute públic, que donaven per participar molt activament en el conjunt d'operacions militars de la guerra, especialment les navals.
A partir de juny de 1464 un estol de naus amb base a Mallorca, inicialment vuit galeres i dues galiotes, s'involucren en accions de guerra a Catalunya, el 1466 cinc naus i 400 homes participaren en la presa d'Amposta, el 1469 una galiota de Gregori Burgues i Uniç participava en un atac a l'estol català prop de Marsella i el 1470 amb quatre naus mallorquines i tropa feu el mateix en la presa de Cadaqués, tot i que les naus foren inutilitzades per la resistència

## Les conseqüències de la guerra a les Balears
La primera conseqüència fou l'afirmació de la família Burgues com a actors polítics reforçats: el 1468 Francesc Burgues fou confirmat en el seu càrrec de procurador reial de per vida i el 1470 se li concedí al seu fill Gregori el dret de successió en el càrrec, també de per vida - en la pràctica fou hereditari en la mateixa família fins a la modificació de la institució a finals del s. XVI-. Abans, el 1462, Gregori ja havia estat nomenat camarlenc del príncep Ferran i el 1472 designat cònsol dels genovesos.
Però el gran problema que hagueren d'afrontar, sobretot el Procurador reial però també la Universitat, fou que els acords de Pedralbes incloïen la restitució dels béns requisats i les pensions endarrerides, cosa que era de difícil solució atès que moltes s'havien donat, altres venut i en tot cas els cobraments s'havien escolat en les despeses de guerra, tot plegat s'anà resolent amb lentitud i dilacions deliberades.